# Paul Baran

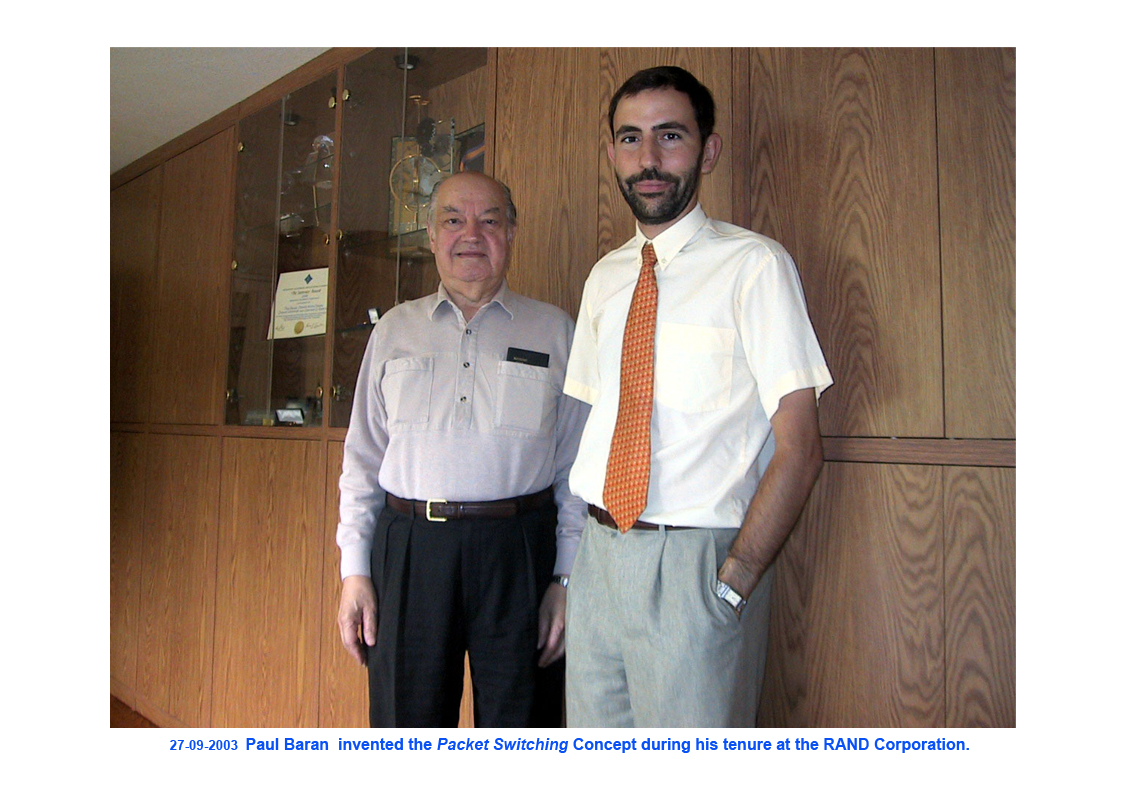
Paul Baran (links) und Andreu Veà (2003)

Paul Baran (* 29. April 1926 in Grodno, damals Polen; † 26. März 2011 in Palo Alto, USA) war ein US-amerikanischer Informatiker polnischer Abstammung. Seine 1964 veröffentlichte elfteilige Arbeit On Distributed Communication gilt als einer der Grundsteine zur Entwicklung des Internets. Darin präsentierte Baran erstmals die Idee, Informationen durch so genannte Paketvermittlung in einem Netzwerk mit hochgradig vernetzten Knoten zu übertragen.

## Leben
Paul Baran wurde 1926 im damaligen Polen geboren. Seine Eltern wanderten mit ihm im Jahre 1928 in die USA aus. Pauls Vater arbeitete zu Beginn in einer Schuhfabrik und eröffnete später einen Gemüseladen in Philadelphia.
Baran besuchte das Drexel Institute of Technology (heute Drexel University). Im Jahre 1949 erlangte er seinen Abschluss in der Elektrotechnik und arbeitete anschließend bei der Firma Eckert-Mauchly Computer Corporation, wo er Radioröhren und Germaniumdioden für den ersten kommerziell hergestellten Computer testete. Später zog er nach Los Angeles und arbeitete dort bei Hughes Aircraft an Systemen zur Verarbeitung und Auswertung von Radardaten. Zusätzlich besuchte er Kurse an der University of California in Los Angeles zum Thema Computer und Transistoren. 1959 erlangte Baran seinen Master als Ingenieur.
Noch 1959 begann Baran, bei der RAND Corporation zu arbeiten. Seinen Arbeitsplatz hatte er im Computer Science and Mathematics Department. Dort beschäftigte er sich später mit der Ausfallsicherheit des nordamerikanischen Telefonnetzes. Es war die Zeit des Kalten Krieges und das US-amerikanische Department of Defense sah das Problem der Handlungsfähigkeit der Waffensysteme bei nuklearen Angriffen der Sowjetunion.
2001 wurde Baran mit dem Bower Award and Prize for Achievement in Science ausgezeichnet.

## RAND-Studie
Die RAND-Studie befasste sich mit der Ausfallsicherheit von Kommunikationsnetzen, insbesondere des AT&T-Telefonnetzes, im Falle eines Atomraketenangriffes. Zur gleichen Zeit arbeitete in Großbritannien Donald Watts Davies, ein Physiker, am selben Prinzip von verteilten Netzknoten. Davies hatte allerdings mehr Glück, was die Unterstützung durch öffentliche Stellen und die Telefongesellschaft anging. Sowohl Davies als auch Baran hatten die Idee, nicht nur die Kommunikationspunkte eines Netzwerkes zu dezentralisieren, sondern auch Nachrichten in Blöcke (Pakete nach Davies) aufzuteilen. Aus genannten Gründen ging Donald Davies also als der Begründer dieser teilvermaschten Netztopologie und der paketvermittelten Netze in die Geschichte der Informationstechnik ein.

## Paketvermittelndes Netzwerk-Design
Nach dem Beitritt zur RAND Corporation im selben Jahr übernahm Baran die Aufgabe, ein „überlebensfähiges“ Kommunikationssystem, das die Kommunikation zwischen zwei Endpunkten auch im Falle eines Atomwaffenangriffes aufrechterhält, zu entwickeln. Zur Zeit des Kalten Krieges verlief ein Großteil der Kommunikation der US-Streitkräfte auf hochfrequenten Verbindungen. Diese Verbindungen konnten jedoch im Falle eines nuklearen Angriffes für viele Stunden außer Gefecht gesetzt werden. Baran und Franklin R. Collbohm beschlossen die aus früheren Forschungen bekannten Kommunikationsmöglichkeiten über konventionelle AM-Radio-Netzwerke zu automatisieren. Durch diese Weiterentwicklung zeigten Baran und Franklin auf, dass eine verteilte Relaisknoten-Architektur durchaus überlebensfähig war. Das Rome Air Development Center bekundete bald Interesse an den Forschungsergebnissen und setzte diese in die Realität um. Durch die Umsetzung konnte nun aufgezeigt werden, dass diese Ideen tatsächlich durchführbar waren.
Mit der zu dieser Zeit bestehenden Minicomputer-Technologie entwickelten Baran und sein Team eine Simulationsverbindung, um die grundlegende Konnektivität einer Reihe von Knoten, mit jeweils unterschiedlichem Grad der Vernetzung, zu testen. Diese Simulation ließ zufällig gewählte Knoten ausfallen, wobei anschließend der Prozentsatz der noch in Verbindung stehenden Knoten berechnet wurde. Das Ergebnis der Simulation zeigte, dass das Kommunikationsnetzwerk sogar bei 50%igem Ausfall von Knotenverbindungen bestehen blieb. Barans Erkenntnisse aus der Simulation ergaben, dass Redundanz der Schlüssel war.

## Zitat
„Das Internet ist das Werk von Tausenden von Menschen. Es wird in den nächsten Jahren von Hunderten neuer Ideen fortentwickelt. Es ist wie eine Kathedrale. Irgendwann kommt ein Historiker und fragt, wer denn die Kathedrale gebaut hat. Wenn man nicht aufpasst und die Arbeit der anderen nicht achtet, kann man sich selbst täuschen und glauben, der Erbauer zu sein.“

## Nachrufe
- Katie Hafner: Paul Baran, Internet Pioneer, Dies at 84. In: New York Times, 27. März 2011; abgerufen am 28. März 2011.
- Detlef Borchers: „Es war die einzige Lösung, die ich denken konnte“ – zum Tode von Paul Baran. Heise Online, 28. März 2011; abgerufen am 28. März 2011.